# Platinum & Gold Collection
Albums de DJ Quik
The Best of DJ Quik: Da Finale
(2002) Trauma
(2005)
Platinum & Gold Collection est une compilation de DJ Quik, sortie le 4 mai 2004.

## Liste des titres
| No  | Titre                                                               | Album original    | Durée |
| --- | ------------------------------------------------------------------- | ----------------- | ----- |
| 1.  | Born and Raised in Compton                                          | Quik Is the Name  | 3:26  |
| 2.  | Tonite                                                              | Quik Is the Name  | 5:24  |
| 3.  | Safe + Sound                                                        | Safe + Sound      | 4:43  |
| 4.  | Jus Like Compton                                                    | Way 2 Fonky       | 4:11  |
| 5.  | Way 2 Fonky                                                         | Way 2 Fonky       | 3:21  |
| 6.  | Tha Ho In You                                                       | Safe + Sound      | 4:45  |
| 7.  | Down, Down, Down (featuring AMG, Mausberg et Suga Free)             | Rhythm-al-ism     | 4:44  |
| 8.  | Get at Me                                                           | Safe + Sound      | 4:09  |
| 9.  | Quikker Said Than Dunn                                              | Balance & Options | 3:36  |
| 10. | Speed                                                               | Rhythm-al-ism     | 3:20  |
| 11. | Change da Game (featuring James DeBarge, Mausberg et Will Hudspeth) | Balance & Options | 4:04  |
| 12. | No Doubt (featuring Playa Hamm et Suga Free)                        | Rhythm-al-ism     | 4:13  |